# 小林房実
小林 房実（こばやし ふさざね）は、戦国時代の武将。甲斐国都留郡の国衆・小山田氏の家臣。

## 生涯
先代の小林和泉守は同族の尾張守と共に船津（富士河口湖町）の土豪であり、中津森館や谷村館を拠点として都留郡を治めていた小山田氏の家老を務めていた。房実は二代目の和泉守であり、『下之郷起請文』に「小林和泉守房実」の名前で存在が確認できる。
天文5年（1536年）に先代の和泉守が死去すると家督を継承し、拠点を松山の松原崎（富士吉田市）に移して松山宿の開発に乗り出している（『勝山記』）。天文22年（1553年）には後北条氏から伝馬手形を与えられており、商人としての側面も有していた可能性を丸島和洋氏は指摘している。
弘治2年（1556年）、下吉田の地下衆に対して多くの非分を行っていたとして下吉田衆百人余りと相論になり、下吉田衆が谷村の小山田信有に訴訟を起こした。これに対して房実は同じく小山田氏家老で一門の小山田有誠を通じて下吉田衆の訴訟を妨害しようとしたが、下吉田衆の小林文三が武田晴信に直訴する事態となった。これに対して小山田信有は自らの裁許を晴信に懇願し、裁判は谷村に差し戻しとなり、結果下吉田衆の勝訴となった（『勝山記』）。この一連の案件は武田氏の小山田氏の郡内領に介入した事例であるが、あくまで武田氏の関与は受動的であり、小山田氏が家老の小林氏に配慮せざるを得ず裁定が困難であったという事情に即して行われていたものであるとされている。
天正8年（1580年）に死去。子息の右京介が遺領である信濃岩村田50貫文を安堵されたという。なお、武田信玄の家臣団である駿河・三河・信濃・上野一騎合衆の小林正林との関係性は不明である。